# Atka (Verenigde Staten)
Atka is een plaats (city) in de Amerikaanse staat Alaska, en valt bestuurlijk gezien onder Aleutians West Census Area.

## Demografie
Bij de volkstelling in 2000 werd het aantal inwoners vastgesteld op 92.
In 2006 is het aantal inwoners door het United States Census Bureau geschat op 158, een stijging van 66 (71,7%).

## Geografie
Volgens het United States Census Bureau beslaat de plaats een oppervlakte van
93,6 km², waarvan 22,6 km² land en 71,0 km² water.

## Plaatsen in de nabije omgeving
De onderstaande figuur toont nabijgelegen plaatsen in een straal van 172 km rond Atka.